# Careca (futebolista)
Antônio de Oliveira Filho, mais conhecido como Careca (Araraquara, 5 de outubro de 1960), é um ex-futebolista brasileiro que atuava como atacante. 
Apesar do apelido, Careca não sofre de calvície; o motivo da alcunha é que, quando criança, ele costumava cantar músicas do palhaço Carequinha.

## Carreira

### Guarani
Careca começou sua história em Araraquara, no interior de São Paulo, sua cidade natal. Foi ganhando respeito por sua qualidade acima da média em fazer gols.
Logo chamou atenção dos grandes de São Paulo, e foi aí que iniciou sua carreira. O Guarani, de Campinas, promoveu-o ao elenco profissional em 1978. Foi campeão brasileiro no mesmo ano, tendo marcado o gol do título. Com sua velocidade e sua habilidade de finalização, rapidamente firmou-se como um dos melhores jovens artilheiros do país.

### São Paulo
Foi contratado pelo São Paulo em 1983 para substituir Serginho Chulapa, após ter se recuperado de uma contusão que o fez perder a Copa do Mundo de 1982, na Espanha.
No Paulista, o São Paulo de 1985, Careca era líder dos Menudos do Morumbi, o time atropelou os rivais e faturou o torneio com 23 vitórias em 42 jogos, marcando 72 gols (sendo 23 de Careca, artilheiro da competição) e sofrendo apenas 29.
Também durante 1986, Careca liderou o São Paulo na conquista do Brasileiro, batendo seu antigo clube, o Guarani, na final — e marcando o gol que levou a decisão para a disputa de penalidades. Com vinte e cinco gols, foi artilheiro e eleito o melhor jogador do campeonato.
Careca foi a estrela da conquista do Brasileiro de 1986, além de ter sido um dos maiores jogadores da história do Tricolor Paulista em todos os tempos. Foi artilheiro do Paulista de 1985 e do Brasileiro de 1986, marcava gols de todas as formas possíveis, a maioria deles golaços, resolvia partidas sozinho e era um terror constante para as defesas adversárias. Marcou 115 gols em 191 jogos com a camisa tricolor.

### Napoli
Em 1987, após cento e noventa e um jogos e cento e quinze gols pelo São Paulo, foi contratado pelo então campeão italiano Napoli, onde foi companheiro de Maradona. O time já o cobiçava desde 1979, quando seu então treinador, o brasileiro Luís Vinícius de Menezes, disse estar entusiasmado pelo atacante, que ainda defendia o Guarani.
Careca  fez sua estreia marcando um gol na primeira partida da fase de grupos da Coppa Itália contra o Modena. Já seu primeiro gol na Série A veio em sua segunda partida contra o Pescara, em 11 de outubro.[carece de fontes?]
Na primeira temporada no Napoli não teve sucesso, apesar de seus treze gols: o time foi batido na primeira fase da Copa dos Campeões pelo Real Madrid e perdeu o título italiano nos últimos jogos da temporada. Contudo, o ano seguinte foi muito melhor. O time ganhou a Copa da UEFA, com Careca fazendo um gol na final, e terminou em segundo na Série A do italiano. Em 1990, finalmente Careca ganhou o scudetto com o Napoli, no que acabou por ser efetivamente a última temporada de Maradona com o clube (ele foi suspenso por quinze meses por ter sido pego em um exame antidoping). Careca ficaria ainda mais três anos com o Napoli, estabelecendo parceria com Gianfranco Zola, mas o Napoli não conseguiria ganhar mais nenhum troféu.
Após 6 temporadas e 95 gols (o gol número 96 foi atribuído pela UEFA a um gol contra de Bratseth na partida da copa contra o Werder Bremen), Careca encerrou sua passagem pelo Napoli, onde era o 9º maior artilheiro de todos os tempos do clube.

### Kashiwa Reysol
Em 1993 Careca deixou a Itália para jogar pelo Kashiwa Reysol, novo time japonês da J. League. Ficou quatro anos com o time e ajudou-o a subir à primeira divisão do campeonato em 1994. 

### Santos
Depois se transferiu para o Santos, seu clube do coração, onde  defendeu o clube em apenas nove jogos (com dois gols), no Campeonato Paulista de 1997.

### São José
Em 1999, o jogador transferiu-se para o São José de Porto Alegre, onde disputou algumas partidas no Campeonato Gaúcho.

## Seleção Brasileira
Já convocado em 1981,estreou-se pela seleção a 21 de março de 1982, frente à Alemanha Ocidental. Em maio do mesmo ano disputou três amistosos contra Portugal, Suíça e Irlanda em preparação para o mundial de 1982, mas uma lesão o impediu de participar da fase final na Espanha. Em 1982, portanto, ele contou 4 partidas, sem gols. Retornou à Seleção em 28 de abril de 1983, contra o Chile: nessa partida também marcou seu primeiro gol com a camisa da Seleção. Contra Portugal em 8 de junho de 1983, ele marcou seus primeiros dois gols, na vitória de seu time por 4 a 0. Após os amistosos de junho, Careca foi convocado para representar seu país na Copa América: no torneio disputou 5 partidas, sem marcar gols.  Ele terminou 1983 com 11 partidas e 5 gols.

### Copa do Mundo de 1986
Foi durante a Copa do Mundo de 1986, no México, que Careca realmente se estabeleceu no futebol mundial. Ele terminou o torneio, durante o qual o Brasil foi eliminado pela França nas quartas-de-final, com cinco gols, colocando-o em segundo no ranking da Chuteira de Ouro, atrás de Gary Lineker, da Inglaterra, com seis.
Nos Jogos do México de 1986, ele marcou um gol na partida da fase de grupos contra a Argélia, dois gols na partida contra a Irlanda do Norte, um gol na partida contra a Polônia nas oitavas de final, e um na partida contra a França nas quartas de final. Apesar de ter marcado um gol, ficou aquém do artilheiro e perdeu para a França nas quartas de final.

### Copa do Mundo de 1990
Careca foi titular na Copa do Mundo de 1990 na Itália e jogou na frente ao lado de Müller e Romário, marcou dois gols na primeira partida contra a Suécia, mas depois disso não marcou nenhum gol. O Brasil derrotou todos os adversários na fase preliminar e avançou para as oitavas de final, onde enfrentou a Argentina. A partida Brasil-Argentina ameaçou ir para a prorrogação quando um passe brilhante de Maradona para Caniggia aos 80 minutos fazendo  o gol da vitória da Argentina, eliminando o Brasil do torneio.
Em nove jogos da Copa do Mundo durante duas Copas do Mundo, Careca marcou sete gols. Careca jogou sua última partida pela seleção nacional em 1º de agosto de 1993, contra a Venezuela, durante as eliminatórias para a Copa do Mundo de 1994.  Careca completou um total de 60 internacionalizações pelo Brasil, nas quais marcou 29 gols. Também disputou dois campeonatos sul-americanos em 1983 e 1987, sendo o Brasil vice-campeão em 1983.

### Participações em Copas do Mundo
| Mundial                    | Sede   | Resultado        | Partidas | Gols |
| -------------------------- | ------ | ---------------- | -------- | ---- |
| Copa do Mundo FIFA de 1986 | México | Quartas de final | 5        | 5    |
| Copa do Mundo FIFA de 1990 | Itália | Oitavas de final | 4        | 2    |

### Participações em Copa América
| Copa              | Sede          | Resultado      | Partidas | Gols |
| ----------------- | ------------- | -------------- | -------- | ---- |
| Copa América 1983 | Sem sede fixa | Vice campeão   | 5        | 0    |
| Copa América 1987 | Argentina     | Fase de grupos | 2        | 1    |

## Estilo de jogo

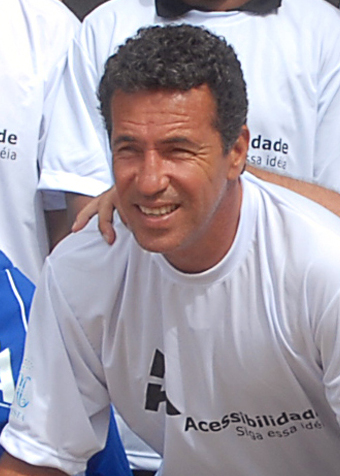
Careca em 2008

Careca é considerado um dos maiores atacantes da história do futebol brasileiro. Ele foi um atacante prolífico, rápido, oportunista e poderoso, com excelente técnica e grande habilidade de trocação. Apesar de ser destro, ele também conseguia marcar com o pé esquerdo, e era conhecido por sua habilidade de fazer gols desequilibrados em chutes angulados mesmo correndo com a bola. Careca também era bom no jogo aéreo e tinha um excelente senso posicional, que com sua inteligência, senso de espaço e movimento de ataque, o tornavam conhecido por estar frequentemente na posição certa na hora certa na grande área. Depois de marcar um gol, Careca costumava comemorar imitando as asas de um avião com os braços estendidos.

## Dirigente
Em 1998 funda, junto com o também ex-jogador Edmar Bernardes dos Santos, o Campinas Futebol Clube, que disputa o Campeonato Paulista de Futebol - Série A3.

## Televisão
- Em 2006, Careca foi um dos 3 jurados do reality show esportivo Joga Bonito, apresentado pela Rede Bandeirantes[22].
- Em agosto de 2010 firmou contrato com a emissora brasileira de televisão RedeTV, para comentar partidas de futebol. Ao lado de Silvio Luiz.[23][24]

## Títulos
Guarani
- Campeonato Brasileiro: 1978
- Campeonato Brasileiro - Série B: 1981[25]

São Paulo
- Campeonato Brasileiro: 1986
- Taça dos Campeões Estaduais Rio-São Paulo: 1985, 1987
- Campeonato Paulista: 1985[5], 1987

Napoli
- Liga Europa da UEFA: 1988-89
- Campeonato Italiano:  1989-90
- Supercopa da Itália: 1990

Kashiwa Reysol
- Chiba Bank Cup: 1996, 1997

Santos
- Copa CONMEBOL: 1998
- Torneio Rio-São Paulo: 1997
- Taça Cidade de Santos: 1997

Seleção Brasileira
- Copa América: 1989
- Amistad Cup: 1992
- Taça Brasil-Inglaterra: 1981
- Taça Stanley Rous: 1987
- Torneio Bicentenário da Austrália: 1988

### Individuais
- Bola de Prata: 1982, 1985
- Bola de Ouro: 1986
- Equipe Ideal da América: 1986
- Chuteira de Prata da Copa do Mundo: 1986

### Artilharia
- Campeonato Paulista: 1985 - 23 gols (São Paulo)
- Campeonato Brasileiro: 1986 - 25 gols (São Paulo)
- Supercopa da Itália: 1990 - 2 gols (Napoli)